# 천시 빌럽스

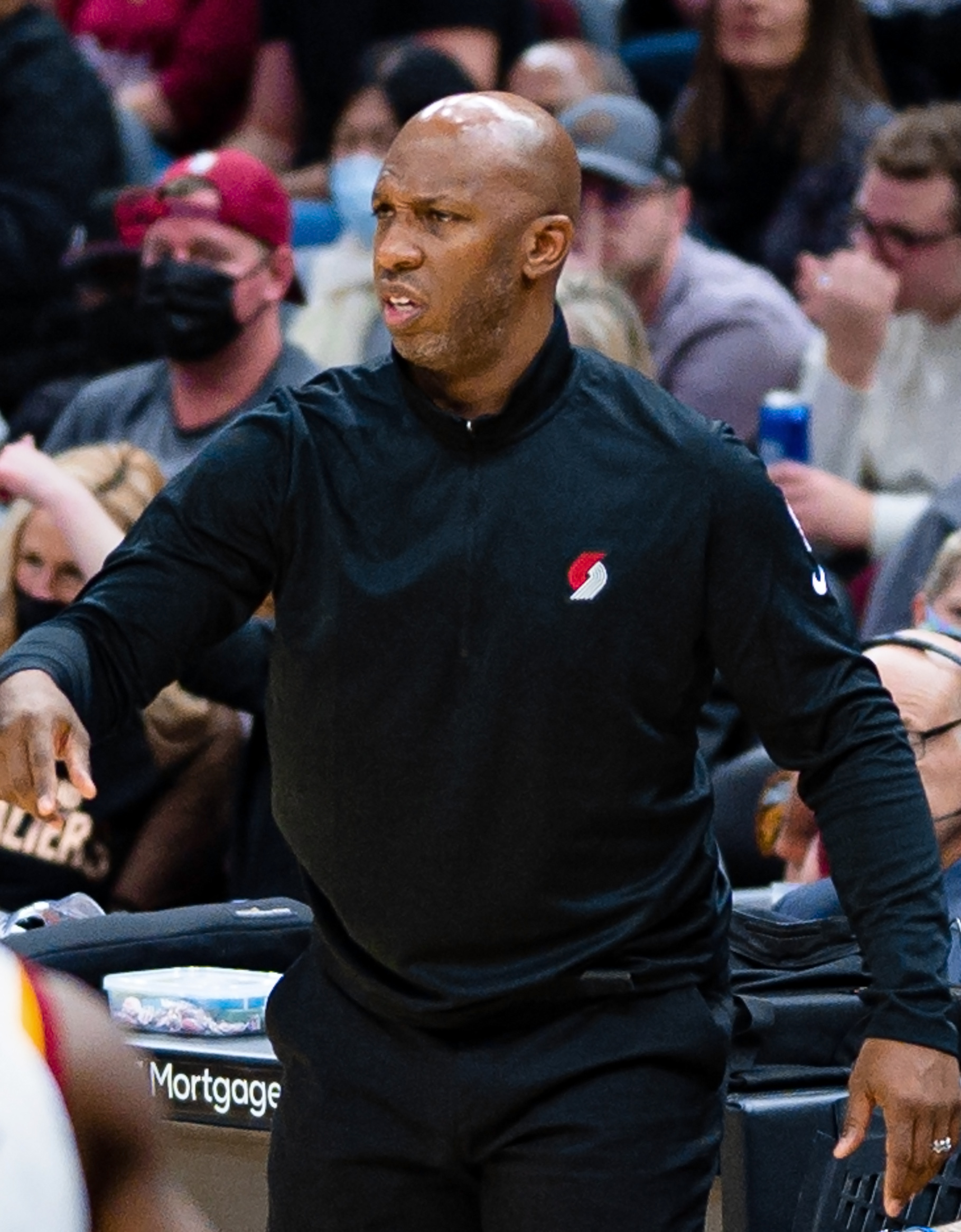

천시 빌럽스(Chauncey Billups, 본명: 천시 레이 빌럽스, Chauncey Ray Billups, 1976년 9월 25일 ~ )는 미국 프로 농구 코치이자 NBA(전미 농구 협회) 산하 포틀랜드 트레일블레이저스의 수석 코치였던 전직 선수이다. 콜로라도 버팔로스에서 대학 농구를 한 후, 1997년 NBA 드래프트에서 보스턴 셀틱스에 전체 3순위로 지명되었다. 빌럽스는 NBA의 디트로이트 피스턴스(Detroit Pistons)에서 뛰며 17년 농구 경력의 대부분을 보냈으며, 결승전에서 피스턴스가 로스앤젤레스 레이커스(Los Angeles Lakers)를 꺾는 데 도움을 준 후 2004년 NBA 결승전 MVP를 수상했다. 디트로이트에서 후반전 슛을 성공시켜 '미스터 빅샷'이라는 별명을 얻었다. NBA 올스타 5회, 올-NBA 선발 3회, NBA 올 디펜시브 선발 2회를 기록한 빌럽스는 NBA 경력 기간 동안 셀틱스, 토론토 랩터스, 덴버 너기츠, 미네소타 팀버울브스, 뉴욕 닉스, 로스앤젤레스 클리퍼스에서도 활약했다.
빌럽스는 2014년 은퇴한 후 스튜디오 분석가로 일했다. 피스턴스는 2016년에 그의 1번 유니폼을 은퇴했다. 2020-21 시즌 동안 로스엔젤레스 클리퍼스의 어시스턴트로 코칭을 시작했다. 빌럽스는 2021년 트레일 블레이저스의 수석 코치로 임명되었다. 2024년에는 빌럽스가 네이스미스 기념 농구 명예의 전당에 입성할 것이라고 발표되었다.

## 경력
선수 경력:
- 1997-1998: 보스턴 셀틱스
- 1998년: 토론토 랩터스
- 1999-2000: 덴버 너게츠
- 2000-2002: 미네소타 팀버울브스
- 2002-2008: 디트로이트 피스톤스
- 2008-2011: 덴버 너게츠
- 2011년: 뉴욕 닉스
- 2011-2013: 로스앤젤레스 클리퍼스
- 2013-2014: 디트로이트 피스톤스

코치 경력:
- 2020~2021: 로스앤젤레스 클리퍼스(어시스턴트)
- 2021~현재: 포틀랜드 트레일 블레이저스